# Зона Б-2
„Зона Б-2“ е градоустройствена зона на Центъра на град София, България, разположена в северната му част.
Разположена северно от улица „Алабин“, южно от булевард „Сливница“ и между булевардите „Христо Ботев“ на запад и „Княгиня Мария-Луиза“ на изток.
По-голямата част от „Зона Б-2“ попада в административния район „Възраждане“, като само най-южната ѝ част е в район „Триадица“.

## Улици и произход на имената им
| Път                       | Наречен на                                                     | Местоположение |
| ------------------------- | -------------------------------------------------------------- | -------------- |
| „Александър Стамболийски“ | Александър Стамболийски (1879 – 1923), политик                 | Карта          |
| „Балкан“                  | Стара планина, планина в България и Сърбия                     | Карта          |
| „Братя Миладинови“        | Братя Миладинови, фолклористи                                  | Карта          |
| „Георг Вашингтон“         | Джордж Вашингтон (1732 – 1799), американски политик            | Карта          |
| „Гривица“                 | Гривица, село в Плевенско                                      | Карта          |
| „Екзарх Йосиф“            | Йосиф I Български (1840 – 1915), духовник                      | Карта          |
| „Иларион Макариополски“   | Иларион Макариополски (1812 – 1875), духовник                  | Карта          |
| „Княгиня Мария-Луиза“     | Мария-Луиза Бурбон-Пармска (1870 – 1899), княгиня на българите | Карта          |
| „Княз Борис Ⅰ“            | Борис I (828 – 907), български владетел                        | Карта          |
| „Лавеле“                  | Емил дьо Лавеле (1822 – 1892), белгийски икономист             | Карта          |
| „Лозенград“               | Лозенград, град в Северозападна Турция                         | Карта          |
| „Ломска“                  | Лом, град в Северозападна България                             | Карта          |
| „Манол Тошев“             | ?                                                              | Карта          |
| „Пиротска“                | Пирот, град в Източна Сърбия                                   | Карта          |
| „Позитано“                | Вито Позитано (1833 – 1886), италиански дипломат               | Карта          |
| „Поп Богомил“             | Богомил (X век), религиозен деец                               | Карта          |
| „Пордим“                  | Пордим, град в Плевенско                                       | Карта          |
| „Св. св. Кирил и Методий“ | Кирил и Методий, духовници                                     | Карта          |
| „Света София“             | София (? – 138), римска мъченица                               | Карта          |
| „Сливница“                | Сливница, град в Софийско                                      | Карта          |
| „Стефан Стамболов“        | Стефан Стамболов (1854 – 1895), политик                        | Карта          |
| „Тодор Александров“       | Тодор Александров (1881 – 1924), революционер                  | Карта          |
| „Трапезица“               | Трапезица, хълм в Търново                                      | Карта          |
| „Три уши“                 | Три уши, планина в Западна България                            | Карта          |
| „Христо Ботев“            | Христо Ботев (1848 – 1876), поет и революционер                | Карта          |
| „Цар Самуил“              | Самуил (958 – 1014), български владетел                        | Карта          |
| „Цар Симеон“              | Симеон I (864 – 927), български владетел                       | Карта          |
| „Чипровци“                | Чипровци, град в Монтанско                                     | Карта          |